# Rocky Marciano (film)
Rocky Marciano  è un film per la televisione del 1999 diretto da Charles Winkler, con protagonista Jon Favreau nel ruolo di Rocky Marciano.

## Trama
La vita e la storia di Rocky Marciano, dalla sua infanzia all'incontro con Joe Louis, fino alla sua morte in un incidente aereo.

## Produzione
Le riprese del film si sono svolte in Canada, nella città di Toronto.

## Distribuzione
La pellicola è stata trasmessa nella tv statunitense il 15 maggio 1999.

### Divieto
Il film è stato vietato ai minori di 18 anni negli Stati Uniti d'America per il linguaggio non adatto.

## Riconoscimenti
- 1999 - Canadian Society of Cinematographers Awards
  - Miglior fotografia in un Film Tv drammatico a Paul Sarossy
- 2000 - Motion Picture Sound Editors
  - Nomination Miglior montaggio sonoro per un Film Tv